# Behind Masks
Behind Masks er en amerikansk stumfilm fra 1921 af Frank Reicher.

## Medvirkende
- Dorothy Dalton som Jeanne Mesurier
- Frederick Vogeding som Andrew Bourne
- William P. Carleton som Major Nigel Forrest
- Julia Swayne Gordon som Madame Ena Delore
- Gladys Valerie som Kate Cansard
- Kempton Greene som Cecil Bourne
- Lewis Broughton som Ronald Engleton
- Alex Kaufman som Maurice Bresnault